# Acacia halliana
Acacia halliana är en ärtväxtart som beskrevs av Bruce R. Maslin. Acacia halliana ingår i släktet akacior, och familjen ärtväxter. Inga underarter finns listade i Catalogue of Life.